# سياه كران
سياه‌ كران هي قرية في مقاطعة ساوجبلاغ، إيران. يقدر عدد سكانها بـ 184 نسمة بحسب إحصاء 2016.